# Modena (Pennsylvanie)
Modena est un borough situé au centre du comté de Chester, en Pennsylvanie, aux États-Unis,. En 2010, il comptait une population de 535 habitants. Il est incorporé en 1921.

## Démographie
Lors du recensement de 2010, le borough comptait une population de 535 habitants. Elle est estimée, en 2019, à 557 habitants.

### Source de la traduction
- (en) Cet article est partiellement ou en totalité issu de l’article de Wikipédia en anglais intitulé « Modena, Pennsylvania » (voir la liste des auteurs).